# Yaya Ceesay
Yaya Ceesay (* 1936) ist ein gambischer Politiker der Fortschrittlichen Volkspartei PPP (People’s Progressive Party), der unter anderem zwischen 1968 und 1969 sowie von 1974 bis 1978 Minister für Landwirtschaft und natürliche Ressourcen war. Er war zudem zwischen 1969 und 1974 sowie abermals von 1992 bis 1994 Minister für Kommunalverwaltung und Ländereien.

## Leben

### Abgeordneter und Minister
Yaya Ceesay ist ein aus dem Volk der Mandinka stammender Muslim, dessen Vater als Landwirt in Sankwia in der Lower River Division lebte. Nachdem er von 1947 bis 1955 die Pakalinding School besucht hatte, trat er in den Polizeidienst ein. 1959 schied er aus dem Polizeidienst aus und wurde für die Fortschrittliche Volkspartei PPP (People’s Progressive Party) für die Parlamentswahlen in Britisch-Gambia 1960 aufgestellt im Wahlkreis Jarra aufgestellt, nachdem der bisherige PPP-Kandidat Kalilu S. Dabo wegen seines Vorschlages zur Bildung eines Wahlbündnisses mit der Demokratischen Kongressallianz DCA (Democratic Congress Alliance) abgesetzt worden war. Bei der Wahl konnte sich Ceesay mit 1880 Stimmen (52,57 Prozent) gegen den Parteilosen K. Barrow (892 Stimmen, 24,94 Prozent) sowie gegen den ebenfalls als Parteiloser kandidierenden Kalilu S. Dabo (804 Stimmen, 22,48 Prozent) durchsetzen und wurde damit erstmals zum Mitglied Repräsentantenhauses (House of Representatives) gewählt. Bei den darauf folgenden Parlamentswahlen in Britisch-Gambia im Mai 1962 wurde er im Wahlkreis Jarra mit 3905 Stimmen (84,56 Prozent) wiedergewählt. Er übernahm 1965 sein erstes Regierungsamt als Parlamentarischer Staatssekretär und wurde bei den Wahlen am 26. Mai 1966 mit 3147 Stimmen (83,74 Prozent) erneut zum Mitglied des Repräsentantenhauses gewählt, wobei er nunmehr im neuen Wahlkreis Western Jarra antrat.
1968 wurde Ceesay zum Minister für Landwirtschaft und natürliche Ressourcen in das Kabinett Jawara I berufen. Im Zuge einer Regierungsumbildung übernahm er daraufhin 1969 das Amt als Minister für Kommunalverwaltung und Ländereien, das er bis zu seiner Ablösung durch Andrew Camara im Juli 1974 auch in dem am 24. April 1970 gebildeten Kabinett Jawara II sowie in dem am 29. März 1972 gebildeten Kabinett Jawara III übernahm. Zwischenzeitlich wurde er bei den Wahlen am 28. und 29. März 1972 ohne Gegenkandidaten im Wahlkreis Western Jarra einstimmig mit 100 Prozent zum Mitglied des Repräsentantenhauses wiedergewählt. Im Juli 1974 übernahm er im Kabinett Jawara III wieder das Amt des Ministers für Landwirtschaft und natürliche Ressourcen von Alieu Badara N’Jie, der wiederum neuer Außenminister wurde. Er wurde bei den Wahlen am 4. bis 5. April 1977 im Wahlkreis Western Jarra mit 3235 Stimmen (66,33 Prozent) erneut zum Mitglied des Repräsentantenhauses gewählt. Bei einer Regierungsumbildung im August 1978 verlor er sein Amt im als Minister für Landwirtschaft und natürliche Ressourcen im Kabinett Jawara IV an Jerreh Daffeh. Er wurde zunächst als Staatsminister in das Präsidialamt versetzt, ehe er auch dieses Amt einen Monat später im September 1978 wegen des Vorwurfs der Korruption verlor.
Gleichwohl wurde Yaya Ceesay für die PPP bei den Wahlen am 4. und 5. Mai 1982 im Wahlkreis Western Jarra erneut zum Mitglied des Repräsentantenhauses gewählt und errang dieses Mal 4110 Stimmen (73,84 Prozent). Nach diesen Wahlen berief ihn Staatspräsident Dawda Jawara wieder zum Staatsminister im Präsidialamt. Auch bei den Wahlen am 11. März 1987 wurde er 5160 Stimmen (72,24 Prozent) im Wahlkreis Western Jarra als Mitglied des Repräsentantenhauses wiedergewählt. Er wurde auch bei den darauf folgenden Wahlen am 29. April 1992 im Wahlkreis Western Jarra mit 2629 Stimmen (53,9 Prozent) wieder zum Mitglied des Repräsentantenhauses gewählt. Nach diesen Wahlen wurde er am 29. April 1992 überraschenderweise wieder zum Minister für Kommunalverwaltung und Ländereien in das Kabinett Jawara VII berufen. Dieses Ministeramt bekleidete er bis zum Sturz von Staatspräsident Jawara durch den unblutigen Putsch von Leutnant Yahya Jammeh am 22. Juli 1994 und der damit verbundenen Machtübernahme des Provisorischen Führungsrates der Streitkräfte (Armed Forces Provisional Ruling Council) unter Jammeh.

### Machtverlust und Parteipräsident der PPP
1997 sprach die Kommission für die Wiederbeschaffung öffentlicher Vermögenswerte und Immobilien (Public Assets and Properties Recovery Commission) Ceesay der Korruption schuldig, woraufhin er 2001 von der Regierung Jammeh für 15 Jahre von der Wahrnehmung öffentlicher Ämter ausgeschlossen wurde. Gleichwohl wurde er nach der Wiederherstellung der zuletzt verbotenen Fortschrittlichen Volkspartei PPP (People’s Progressive Party) 2001 deren Nationaler Präsident. Als solcher unterstützte er die Entscheidung der PPP im Januar 2005 dem Nationalen Bündnis für Demokratie und Entwicklung NADD (National Alliance for Democracy and Development) beizutreten, dem ferner das National Democratic Action Movement (NDAM), die National Reconciliation Party (NRP), die People’s Democratic Organisation for Independence and Socialism (PDOIS) sowie die United Democratic Party (UDP) angehörten. Im März 2006 verließ er jedoch gegen den Wunsch des Interimsvorsitzenden Omar A. Jallow zusammen mit den früheren Ministern Omar Sey, Bakary Landing Kuti Sanyang und Dembo A. S. Jatta das NADD.
Im Juli 2006 reichte er eine Zivilklage gegen die Vermögensverwaltungs- und -wiederherstellungsgesellschaft (Assets Management and Recovery Corporation), um die Veräußerung eines seiner Grundstücke zu verhindern. Seine Klage wurde jedoch im Oktober 2009 vom Obergericht (High Court) zurückgewiesen. Einer seiner Nachfolger als Mitglied des Parlaments für den Wahlkreis Jarra West war Baba Jobe, dessen Vater Kajali Jobe wiederum Ceesay unterstützt hatte.

## Weblink
- David Perfect: Historical Dictionary of The Gambia, S. 79 f., Rowman & Littlefield, 2016